# Loaded Records
Loaded Records — британський танцювальний звукозаписний лейбл, заснований у 1990 році Тімом Джеффрі та Джей Сі Рейдом. На лейблі розпочинали кар'єру такі виконавці, як Pizzaman, Slacker, Impulsion і Wildchild. Пізніше на ньому виходили Super Collider (за участю Джеймі Ліделла) і сингли норвезької співачки Annie та дуету Holden & Thompson. Також було створено відгалуження лейблу Skint Records.
У 2005 році записи гурту Freemasons потрапили до 20 найкращих композицій в чартах: «Love On My Mind» і «Watchin'», обидва за участю Аманди Вілсон.
Loaded Records і Skint Records були придбані BMG у 2014 році.